# توماس چکون
توماس چکون (ایتالیایی: Thomas Ceccon؛ زادهٔ ۲۷ ژانویهٔ ۲۰۰۱) شناگر اهل ایتالیا است.
وی در مسابقات کشوری و بین‌المللی در مجموع برندهٔ ۱ مدال طلا، ۳ مدال نقره، ۶ مدال برنز شده‌است.